# Acontias plumbeus
Acontias plumbeus là một loài thằn lằn trong họ Scincidae. Loài này được Bianconi mô tả khoa học đầu tiên năm 1849.

## Hình ảnh

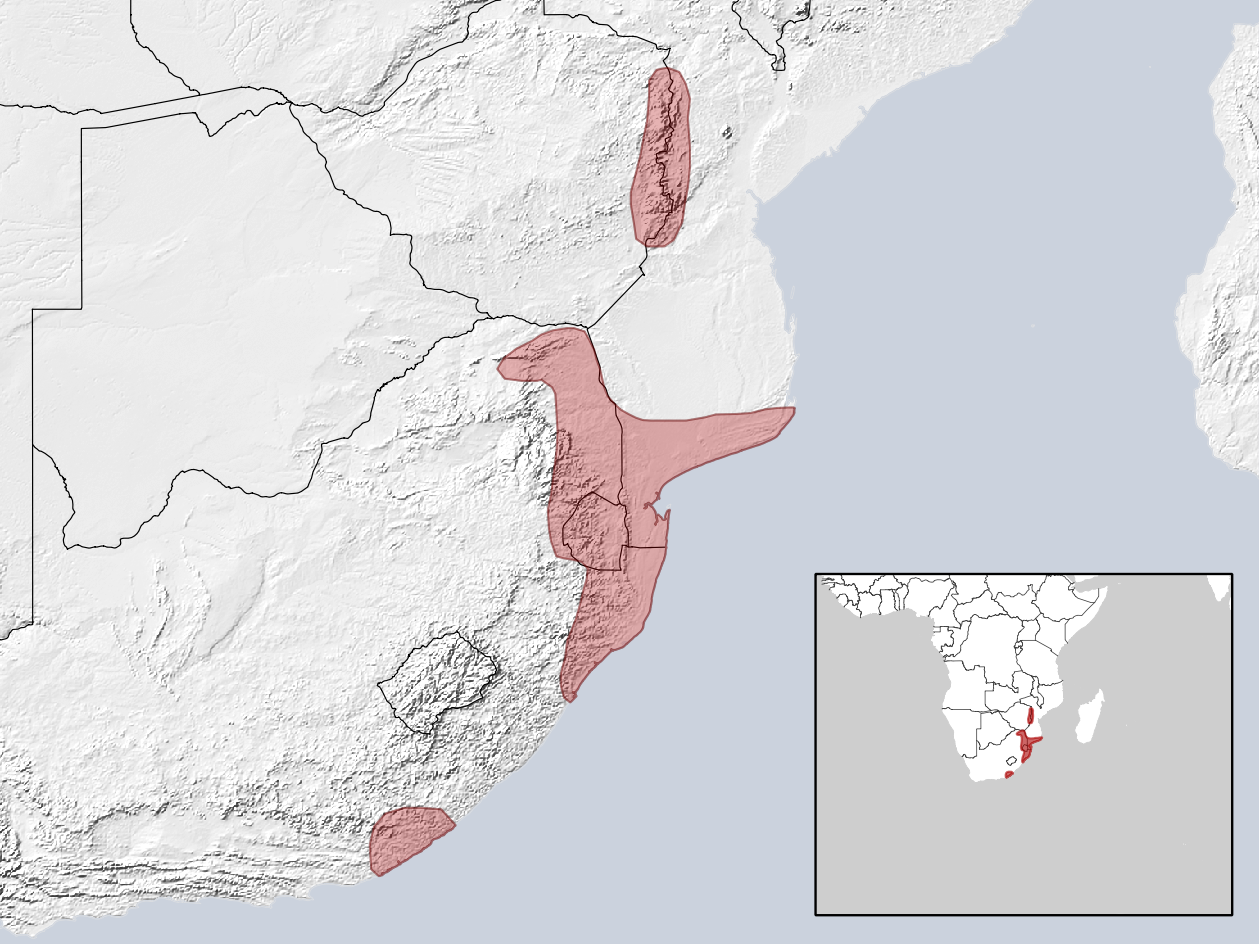